# Lobophora ijimai
Lobophora ijimai là một loài bướm đêm trong họ Geometridae.